# Торбёрн, Крис
Крис Торбёрн (англ. Chris Thorburn; 3 июня 1983, Су-Сент-Мари, Онтарио, Канада) — бывший профессиональный канадский хоккеист. Амплуа — правый нападающий.

## Биография
На драфте НХЛ 2001 года был выбран во 2-м раунде под общим 50-м номером командой «Баффало Сейбрз». 3 октября 2006 года взят на драфте отказов командой «Питтсбург Пингвинз». По окончании сезона подписал контракт с «Атлантой Трэшерз». Отыграв в команде 10 лет и переехав с франшизой в Виннипег, летом 2017 был выбран клубом «Вегас Голден Найтс» на драфте расширения. Но в Лас-Вегасе не остался и как неограниченно свободный агент подписал 2-летний контракт с «Сент-Луис Блюз» на $1,8 млн.

## Статистика
| Легенда | Легенда                    | Легенда | Легенда                   | Легенда | Легенда    |
| ------- | -------------------------- | ------- | ------------------------- | ------- | ---------- |
| И       | Количество проведённых игр | Штр     | Штрафное время            | +/−     | Плюс-минус |
| Г       | Голы                       | П       | Голевые передачи          | О       | Очки       |
| -       | Статистика неизвестна      | —       | Статистика не учитывалась |         |            |